# Comuna de Trzcianka
Trzcianka (polaco: Gmina Trzcianka) é uma gminy (comuna) na Polónia, na voivodia de Grande Polónia e no condado de Czarnkowsko-trzcianecki. A sede do condado é a cidade de Trzcianka.
De acordo com os censos de 2007, a comuna tem 23 508 habitantes, com uma densidade 62,6 hab/km².

## Área
Estende-se por uma área de 375,33 km², incluindo:
- área agricola: 43%
- área florestal: 47%

## Demografia
Dados de 30 de Junho 2004:
|                      | Total   | Total | Mulheres | Mulheres | Homens  | Homens |
| -------------------- | ------- | ----- | -------- | -------- | ------- | ------ |
|                      | pessoas | %     | pessoas  | %        | pessoas | %      |
| População            | 23 448  | 100   | 11 925   | 50,9     | 11 523  | 49,1   |
| Densidade (pop./km²) | 62,5    | 100   | 31,8     | 31,8     | 30,7    | 30,7   |

De acordo com dados de 2002, o rendimento médio per capita ascendia a 1277,52 zł.

## Subdivisões
- Biała, Biernatowo, Górnica, Łomnica, Niekursko, Nowa Wieś, Pokrzywno, Przyłęki, Radolin, Runowo, Rychlik, Sarcz, Siedlisko, Smolarnia, Stobno, Straduń, Teresin, Wapniarnia Pierwsza, Wapniarnia Trzecia, Wrząca.

## Comunas vizinhas
- Czarnków, Człopa, Szydłowo, Ujście, Wałcz, Wieleń